# FT Alemannia 2002 Worms
 (juin 2017).
Si vous disposez d'ouvrages ou d'articles de référence ou si vous connaissez des sites web de qualité traitant du thème abordé ici, merci de compléter l'article en donnant les références utiles à sa vérifiabilité et en les liant à la section « Notes et références ».
Le FT Allemania 2002 Worms est un ancien club de football allemand localisé dans la ville de Worms.
Le club initial fut issu, en 1905, d'un club de Rugby et Tennis créé en 1895. Le club connut différentes associations et fusions jusqu'à celle qui en 2002 donna au cercle sa forme et son nom actuel. Le club connut son heure de gloire entre la fin des années 1920 et le début des années 1930.
En 1933, le club fut un des fondateurs de la Gauliga Sud-Ouest-Main-Hesse, une des seize Gauligen (équivalent D1) créées par les Nazis quand ils réformèrent les compétitions de football, dès leur arrivée au pouvoir.

## Repères historiques
- 1895 - Fondation de RUGBY-and-LAWN TENNIS CLUB WORMS.
- 1905 - RUGBY-and-LAWN TENNIS CLUB WORMS créa une section de football sous l'appellation FUSSBALL CLUB ALEMANNIA 05 WORMS. Le club prit plus tard le nom de VEREINIGUNG für RASENSPIEL (VfR) ALEMANNIA WORMS 05.
- 1920 - VEREINIGUNG für RASENSPIEL (VfR) ALEMANNIA WORMS 05 termina 2e derrière le 1. Mainzer FSV 05 en Kreisliga.
- 1921 - VEREINIGUNG für RASENSPIEL (VfR) ALEMANNIA WORMS 05 remporta sa Kreisliga Hessen.
- 1926 - VEREINIGUNG für RASENSPIEL (VfR) ALEMANNIA WORMS 05 monta en Bezirksliga Hessen récemment créée.
- 1933 - VEREINIGUNG für RASENSPIEL (VfR) ALEMANNIA WORMS 05 fusionna (s'associa ?) avec FUSSBALL VEREIN OLYMPIA 1915 pour former VEREINIGUNG für RASENSPIEL (VfR) ALEMANNIA-OLYMPIA WORMS [2].
- 1938 - La fusion/association précédente se termine. Le FUSSBALL CLUB BLAU-WEISS 1933 fut le successeur du FUSSBALL VEREIN OLYMPIA 1915.
- 1939 - Les Nazis exigèrent de nombreuses fusions/regroupements de clubs d'une même localité. Ainsi fut constitué le REICHBAHN TSV WORMATIA WORMS[3].
- 1946 - Toutes les fusions précédentes furent annulées[4]. Le club est reconstitué sous le nom de VEREINIGUNG für LEBENSÜBUNGEN (VfL) ALEMANNIA 05 WORMS, soit un an après la reconstitution du WORMATIA WORMS.
- 2002 - Fusion entre VEREINIGUNG für LEBENSÜBUNGEN (VfL) ALEMANNIA 05 WORMS et FUSSBALL-TURNERSCHAFT 01 WORMS pour former FUSSBALL-TURNERSCHAFT ALEMANNIA 2002 WORMS.